# Squash aux Jeux panaméricains de 2007
Navigation
Édition précédente Édition suivante

Les compétitions de squash des Jeux panaméricains 2007 se sont déroulées du 14 au 19 juillet 2007 à Rio de Janeiro.
Il y a 4 épreuves, deux pour les hommes et deux pour les femmes.
Eric Gálvez devient le premier joueur non canadien à s'imposer aux Jeux panaméricains. Le Canada doit également s'incliner dans la compétition par équipes, battu par la sélection colombienne en finale

## Tableau des médailles
| Rang  | Nation     | Or | Argent | Bronze | Total |
| ----- | ---------- | -- | ------ | ------ | ----- |
| 1     | Canada     | 1  | 2      | 2      | 5     |
| 2     | États-Unis | 1  | 2      | -      | 3     |
| 3     | Mexique    | 1  | -      | 3      | 4     |
| 4     | Colombie   | 1  | -      | 2      | 3     |
| 5     | Brésil     | 0  | -      | 1      | 1     |
| Total | Total      | 4  | 4      | 8      | 16    |

## Palmarès

### Hommes
| Épreuves Hommes | Or                                                              | Argent                                           | Bronze |
| --------------- | --------------------------------------------------------------- | ------------------------------------------------ | --- |
| Simple homme    | Eric Gálvez Mexique                                             | Julian Illingworth États-Unis                    | Shawn Delierre Canada Miguel Ángel Rodríguez Colombie                                                      |
| Équipes homme   | Miguel Ángel Rodríguez Bernardo Samper Javier Castilla Colombie | Shahier Razik Shawn Delierre Robin Clarke Canada | Rafael Alarçón Ronivaldo Conceição Luciano Barbosa Brésil Eric Gálvez Jorge Baltazar Marcos Méndez Mexique |

### Femmes
| Épreuves Femmes | Or                                            | Argent                                                    | Bronze |
| --------------- | --------------------------------------------- | --------------------------------------------------------- | --- |
| Simple femme    | Natalie Grainger États-Unis                   | Alana Miller Canada                                       | Samantha Terán Mexique Runa Reta Canada                                                                               |
| Équipes femme   | Carolyn Russell Runa Reta Alana Miller Canada | Natalie Grainger Latasha Khan Michelle Quibell États-Unis | Samantha Terán Nayelly Hernández Karina Herrera Zúñiga Mexique Catalina Peláez Silvia Angulo Isabel Restrepo Colombie |